# Självporträtt vid staffliet
Självporträtt vid staffliet (nederländska: Zelfportret aan de ezel) är ett självporträtt av Rembrandt, fullbordad år 1660.

## Beskrivning
Tavlan är ett självporträtt av Rembrandt vid ungefär 54 års ålder, 9 år före hans död, och visar honom framför ett staffli. Det är en av de få självporträtt av Rembrandt där han visar processen av måleri. I sin hand håller han en penselborste. Mössan visar för hushållsbruk och att han är jobbar som målare. Skuggorna i bilden tyder på att det är en mindre ljuskälla ovanifrån och gör det visuellt intimt. Ljusläggningen gör att den vita canvasmössan framhävs.  
Röntgenbilder av tavlan har visat att Rembrandt ändrat målningen; byte av frisyr och från en svart stor basker till en vit canvasmössa. 

## Historia
Tavlan förvärvades av Ludvig XIV av Frankrike 1671, och var då av okänd härkomst. Den kom tillsammans med 33 andra målningar som såldes till kungen troligen av konstsamlaren Everhard Jabach.